# 于思睿
于思睿（15世紀—16世紀），山東濟南府青城縣人，明朝政治人物。

## 生平
于思睿是正德八年（1513年）癸酉科山東鄉試舉人，嘉靖五年（1526年）丙戌科進士。授工部都水司主事，出榷徐州，免除當地宿弊，陞工部營繕司員外郎，督修仁壽宮時控制開支，節省數萬兩金，陞工部虞衡司郎中，出為江西瑞州府知府，赴任途經徐州時去世。他清操亮節，得士子推許佩服。

## 引用
1. 1 2  乾隆《青城縣志·卷八·人物志》：于思睿 嘉靖丙戌進士，授工部都水司主事，出榷徐州，剗除宿弊殆盡。升營繕司員外郎，督修仁壽宮，嚴出納，節省以數萬計。轉虞衡司郎中，升江西瑞州府知府，至徐而卒。公清操亮節，大為士類推服。
2. ↑  乾隆《青城縣志·卷六·選舉志》：于思睿 正德癸酉科書魁，見進士